# Садику, Эрьон
Эрьон Садику (алб. Erion Sadiku; род. 23 января 2002) — косоварский футболист, полузащитник клуба «Эргрюте» и сборной Косово до 21 года.

## Карьера
Воспитанник шведского «Варберга». В октябре 2017 года стал игроком первой команды клуба. Дебютировал за клуб в Суперэттан 19 июня 2018 года в матче с «Хельсингборгом». В 2020 году клуб вышел в Аллсвенскан. Дебютировал в высшей лиге 21 июня 2020 года в матче с «Мальмё».
В феврале 2021 года перешёл в «Дженоа», где был заявлен за команду U19.
1 августа 2022 года перешёл в шведский «Эргрюте».

## Карьера в сборной
Выступал за сборную Косова до 21 года.